# Sozialpädiatrie
In Deutschland wird als Sozialpädiatrie die Wissenschaft bezeichnet, die sich mit den äußeren Einflüssen auf Gesundheit und Entwicklung im Kindes- und Jugendalter befasst. Sie ist eine Querschnittswissenschaft in der Kinderheilkunde und Jugendmedizin (Pädiatrie), zu deren Aufgaben es insbesondere gehört, ihr Wissen in Prävention, Behandlung und Rehabilitation umzusetzen unter besonderer Berücksichtigung von Lebensbewältigung und Teilhabe.
In der Schweiz entspricht diesem Fachgebiet weitgehend die Entwicklungspädiatrie als Schwerpunkt und Kerngebiet der Schweizer Kinder- und Jugendmedizin. Im anglo-amerikanischen Sprachraum wird das Tätigkeitsfeld der Sozialpädiatrie meist als Developmental and Behavioral Pediatrics  bezeichnet.

## Geschichte
Ab Ende des 19. und zu Beginn des 20. Jahrhunderts kam es zunehmend zum Auf- und Ausbau sozialpädiatrischer Einrichtungen durch sozial engagierte Kinderärzte. Neben Arthur Schlossmann (Dresden) waren dies u. a. Hugo Neumann und Heinrich Finkelstein (beide Berlin) und Max Taube (Leipzig). Gustav Tugendreich (Berlin) belegte 1913 in einem ausführlichen Handbuchartikel am Beispiel der kindlichen Tuberkulose die Zusammenhänge von Krankheiten und sozialer Lage. 1909 wurde in Berlin von Arthur Keller (1868–1934) die Deutsche Vereinigung für Säuglingsschutz gegründet, deren Hauptaufgabe die Bekämpfung der Säuglingssterblichkeit und der Aufbau von Säuglingseinrichtungen in Deutschland war.
Während und nach dem Ersten Weltkrieg wurde immer offensichtlicher, dass soziale Probleme viele Krankheiten und Entwicklungsstörungen verursachten oder diese zumindest verstärkten. 1920 wurde deshalb die Vereinigung in „Deutsche Vereinigung für Säuglings- und Kleinkinderschutz“ umbenannt. Das Engagement ihrer Mitglieder galt vor allem der Veröffentlichung von Schriften zur Ernährungs- und Gesundheitsberatung und zur Prävention von Krankheiten sowie Forderungen zur allgemeinen Verbesserung der Lebensumstände von Kindern. Themen waren etwa die Aufforderung zum Stillen und zur Herstellung hygienisch einwandfreier Säuglingsnahrung, zu vermehrtem Aufenthalt an „Licht, Luft und Sonne“ sowie zum regelmäßigen Aufsuchen des Kinderarztes und der Beratungsstellen. Sehr weit verbreitet war das Buch des Berliner Kinderarztes Adalbert Czerny, „Der Arzt als Erzieher des Kindes“, das zwischen 1911 und dem Ende des Zweiten Weltkrieges mehr als 20 Auflagen erlebte.
1933 änderte sich mit der Machtübernahme durch die Nationalsozialisten auch die kinderärztliche Versorgung in Deutschland grundlegend. Zu dieser Zeit waren fast 50 % der Kinderärzte jüdisch, und viele von ihnen hatten sich mit der Behandlung armer Bevölkerungsschichten, der Prävention und der Betreuung von Kindern mit Entwicklungsauffälligkeiten aller Art befasst. Die meisten verloren ihre Praxen, mussten schließlich emigrieren oder wurden nach 1941 ermordet (Medizin im Nationalsozialismus). 1934 ging die „Deutsche Vereinigung für Säuglings- und Kleinkinderschutz“ in der „Reichsarbeitsgemeinschaft Mutter und Kind“ auf. Fritz Rott als Leiter des Organisationsamtes Säuglings- und Kinderschutz in Berlin befasste sich zwischen 1933 und 1945 weiter mit Aufklärungs- und Präventionsthemen.
1948 wurde die „Deutsche Vereinigung für Säuglings- und Kleinkinderschutz“ wieder begründet und 1953 in „Deutsche Vereinigung für Gesundheitsfürsorge des Kindesalters“ umbenannt. Themen der Jahrestagungen dieser Vereinigung waren u. a. Säuglingsfürsorge, Schulgesundheit, Erziehungsprobleme, Ausbildung von Kinderkrankenschwestern sowie die Kinder- und Jugendfürsorge.
Anfang der 1960er Jahre entstand an der Universitäts-Kinderklinik in München eine selbständige „Abteilung für Prophylaktische Pädiatrie“ unter Leitung von Theodor Hellbrügge. 1966 wurde die „Vereinigung für Gesundheitsfürsorge des Kindesalters“ schließlich in „Deutsche Gesellschaft für Sozialpädiatrie“ umbenannt. 1968 wurde das erste Sozialpädiatrische Zentrum in München zur interdisziplinären Behandlung von Kindern und Jugendlichen mit Entwicklungsauffälligkeiten und Behinderungen eingerichtet.
Zwischen 1974 und 1992 waren die Arbeitsschwerpunkte der „Deutschen Gesellschaft für Sozialpädiatrie“ vor allem die Säuglings- und Kleinkinderfürsorge, der schulärztliche Dienst, das Sammeln epidemiologischer Daten, die Bekämpfung von Infektionskrankheiten, die Förderung von Schutzimpfungen, die Gesundheitserziehung, die Entwicklungs-Rehabilitation sowie der Jugendarbeitsschutz. Eine wesentliche Errungenschaft war die Einführung der Früherkennungsuntersuchungen mit dem gelben Untersuchungsheft, die seit 1968 von den gesetzlichen Krankenkassen in Deutschland finanziert werden. 1979 und 1981 erschienen erstmals Lehrbücher über das Fach Sozialpädiatrie.
In den 1990er Jahren standen die Zusammenführung der Sozialpädiatrie in den alten und neuen Bundesländern, die enge Kooperation mit Eltern-Selbsthilfegruppen und vor allem der flächendeckende Ausbau der Sozialpädiatrischen Zentren in Deutschland im Vordergrund der sozialpädiatrischen Aktivitäten.

## Aufgaben
Die Sozialpädiatrie befasst sich auf empirisch-wissenschaftlicher Grundlage mit Störungen der kindlichen Gesundheit und Entwicklung in ihrer natürlichen, familiären und sozialen Umwelt. Dabei geht es sowohl um Störungen und Verzögerungen, wie sie nach Frühgeburten oder Risikogeburten auftreten können, als auch um Entwicklungsstörungen bei Kleinkindern, Schulkindern und Jugendlichen.
Die Sozialpädiatrie beteiligt sich an der Gestaltung gesunder kindlicher Lebensräume im Gemeinwesen. Im Bereich der pädiatrischen Versorgung befasst sich Sozialpädiatrie mit der Rehabilitation von Kindern und Jugendlichen mit langfristigen Beeinträchtigungen der gesundheitlichen, psychischen, geistigen und sozialen Entwicklung.
Diese Störungen können körperlicher Natur sein oder – hier liegt ein diagnostischer Diagnostik Schwerpunkt – neurologischer Art. Auch psychische bzw. psychosoziale Probleme werden thematisiert. Bei der Untersuchung werden neben dem Kinder- und Jugendarzt bzw. Schularzt verschiedene Therapeuten eingebunden, wie:
- Physiotherapeuten
- Ergotherapeuten
- Logopäden
- Psychologen
- Heilpädagogen

Ziel ist je nach Problem eine längerfristige Therapie körperlicher und geistiger Entwicklungsverzögerungen oder auch eine medikamentöse Behandlung.
Vor allem hochspezialisierte Sozialpädiatrische Zentren bieten diagnostische und therapeutische Leistungen aus dem Bereich der Sozialpädiatrie an. Aber auch viele Fachärzte für Kinder- und Jugendmedizin besitzen Erfahrungen auf diesem Gebiet.

## Organisationen
- Die Deutsche Gesellschaft für Sozialpädiatrie und Jugendmedizin (DGSPJ) ist die wissenschaftliche Fachgesellschaft in Deutschland. Mitglied in der DGSPJ sind überwiegend Kinder- und Jugendärzte, aber auch Kinderkrankenschwestern und -pfleger, Ärzte anderer Fachgebiete, Psychologen, Therapeuten, Pädagogen und juristische Person. Sie gibt die sechsmal jährlich erscheinende Zeitschrift Kinderärztliche Praxis mit dem Schwerpunkt „Public Health für Kinder“ heraus und verleiht alle zwei Jahre den Stefan-Engel-Preis für besondere wissenschaftliche Leistungen auf dem Gebiet der Sozialen Pädiatrie. Die DGSPJ gehört als Gründungsmitglied der Deutschen Akademie für Kinder- und Jugendmedizin e. V. (DAKJ) an, dem Dachverband der pädiatrischen Gesellschaften Deutschlands.
- Die Schweizerische Gesellschaft für Entwicklungspädiatrie ist die Fachgesellschaft, die sich innerhalb der Schweizerischen Gesellschaft für Pädiatrie für die Belange der Entwicklungspädiatrie einsetzt.
- Die Section on Developmental and Behavioral Pediatrics (SODBP) ist eine Fachgruppe der American Academy of Pediatrics (AAP), die sich mit der Verbesserung von Kommunikation und Zusammenarbeit zwischen niedergelassenen Kinderärzten, Fachleuten für developmental and behavioral pediatrics und Familien beschäftigt.
- Die International Society for Social Pediatrics and Child Health (ISSOP, früher European Society for Social Pediatrics and Child Health, ESSOP) ist eine interdisziplinäre, nichtstaatliche und gemeinnützige wissenschaftliche Gesellschaft, in der alle im Bereich der Kindergesundheit beruflich Tätigen Mitglied werden können.